# Cumaru do Norte
Cumaru do Norte är en kommun i Brasilien.   Den ligger i delstaten Pará, i den centrala delen av landet, 900 km norr om huvudstaden Brasília. Antalet invånare är 10 478.
Omgivningarna runt Cumaru do Norte är huvudsakligen savann. Trakten runt Cumaru do Norte är nära nog obefolkad, med mindre än två invånare per kvadratkilometer.